# Astragalus bucharicus
Astragalus bucharicus là một loài thực vật có hoa trong họ Đậu. Loài này được Regel miêu tả khoa học đầu tiên.